# Unidad Flotante de Almacenamiento y Regasificación
Una Unidad Flotante de Almacenamiento y Regasificación (UFAR) es una planta regasificadora de Gas natural licuado montada a bordo de una embarcación que dispone además de instalaciones de almacenaje del mismo.  En diciembre de 2021, 21 UFARes operaban en el mundo.

## Historia
El concepto de UFAR data de 2005.  La primera UFAR fue el resultado una conversión, en un astillero, de un metanero: el Golar Spirit, entregado en 2009 a Petrobras y empleado hasta 2016 en el puerto de Pecém, a 50 kilómetros de Fortaleza.
En 2014 Lituania inició operaciones de la UFAR Independence, así bautizada por el gobierno, y cuya finalidad fue romper el monopolio ruso del gas en la energía del país, creado porque la Unión Europea forzó a Lituania a clausurar sus reactores nucleares en Ignalina en 2009.
En 2018 se estudiaba la implantación de plantas UFAR en la costa sur de Puerto Rico y en El Salvador; en Jamaica, ése mismo año se firmó un contrato para alquilar una UFAR por quince años para abastecer la planta eléctrica Bogue en la Bahía de Montego.
En el Perú en 2018 se ha declarado "de interés nacional" la instalación de UFAR en los puertos marítimos del país, por decreto legislativo Nº 1413.
En 2022 el ministro de "Transición Ecológica" italiano anunció la compra de una UFAR y el alquiler de una segunda; el gobierno canario se encontraba en trámites para colocar una en el puerto de Granadilla.  En total, la UE planeaba ese año construir 19 UFARes.
En 2022 entró en funcionamiento el BW Tatiana, primer barco UFAR en el pacífico americano, abasteciendo la Planta eléctrica de Energía del Pacífico en Acajutla. A finales del mismo año inició operaciones la primera UFAR de Alemania, la UFAR Höegh Esperanza, en Wilhelmshaven; en 2023, otra UFAR operaba en Lubmin.